# 음력 1월 6일
음력 1월 6일은 음력 1월의 6번째 날이다.

## 사건
- 1955년 - 단성사 앞 저격 사건이 일어나다.

## 문화
- 1653년 - 효종이 새로운 역법인 시헌력을 다음해 갑오년부터 사용하기로 결정[1]
- 1998년 - 대한민국 광주광역시 및 전라남도 일대에서 KBC My FM 개국.

## 탄생
- 1920년 - 대한민국의 목사 문선명.
- 1943년 - 문선명의 부인 한학자.
- 1994년 -
  - 대한민국의 배우 진세연.
  - 대한민국의 배우 이종화.
- 1997년 -
  - 대한민국의 유튜버 김블루.
  - 대한민국의 아나운서 김가현.

## 같이 보기
- 음력 360일: 1월 2월 3월 4월 5월 6월 7월 8월 9월 10월 11월 12월
- 전날:1월 5일 다음날:1월 7일 - 전달:12월 6일 다음달:2월 6일
- 양력:1월 6일
- 음력, 윤달